# Agathiopsis occidentis
Agathiopsis occidentis är en fjärilsart som beskrevs av Louis Beethoven Prout 1933. Agathiopsis occidentis ingår i släktet Agathiopsis och familjen mätare. Inga underarter finns listade i Catalogue of Life.